# タリン歌の広場
タリン歌の広場（タリンうたのひろば、エストニア語: Tallinna lauluväljak）は、エストニアの首都タリンに在する野外音楽施設。

## 設備

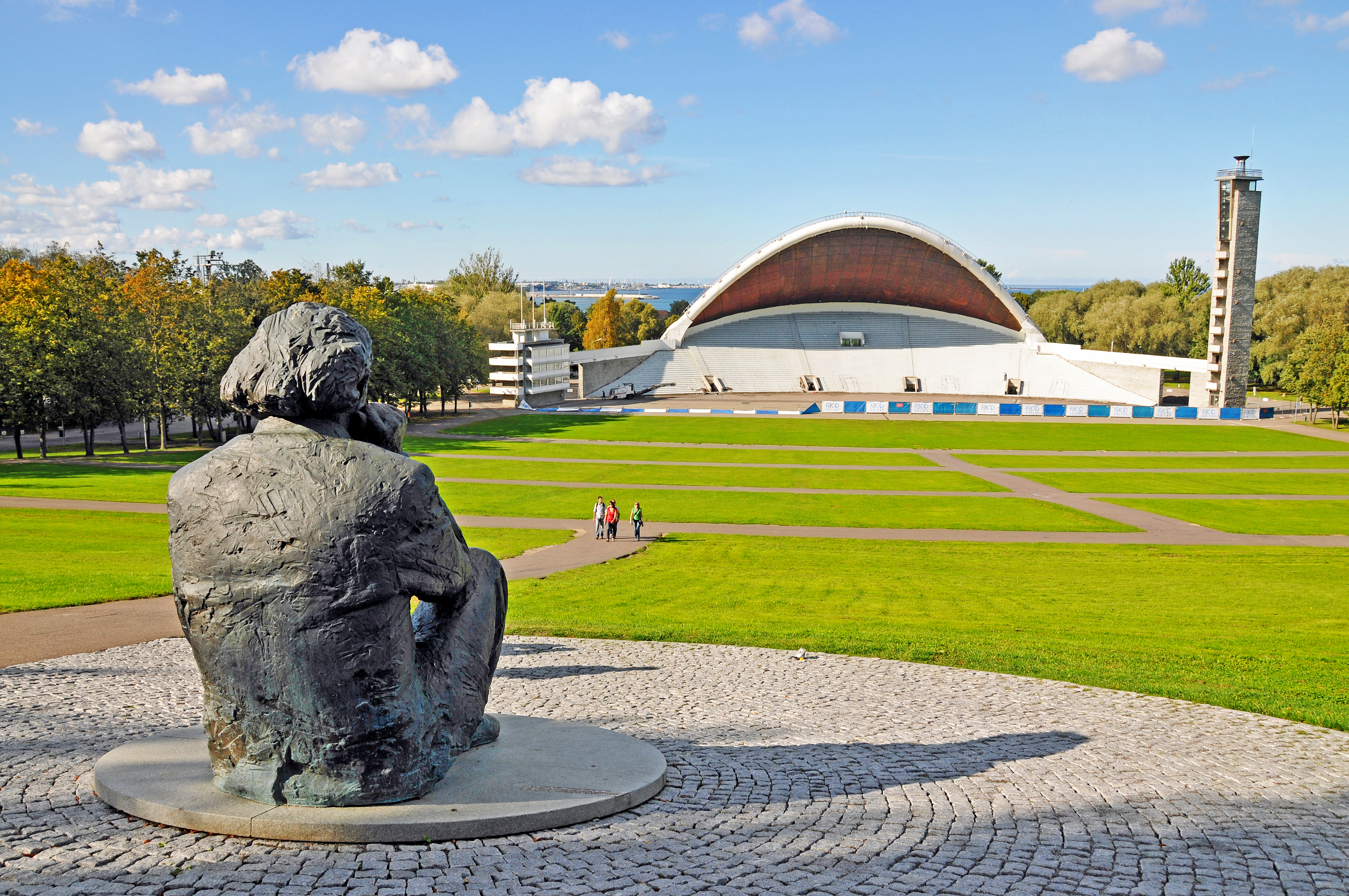
エルネサクス像とオフシーズンの遠景

ステージ部分は延べ1800平方メートルの屋内床面積と、23ヘクタールの屋外エリアを擁する。ステージは2本の放物線に囲まれた75メートル×35メートルの屋根を特徴とし、これは音を反響させる役割も担っている（このステージの模倣はヴィリニュスにも存在する）。ステージは1万5000人の演者を収容できるが、ステージ手前の水平な客席部分を使用すればさらに1万人が収容できる。舞台裏は5階建てとなっている。
ステージ北側には高さ42メートルの灯台（1960年築・2010年改装）があり、展望台として開放されている。灯台の向かいには4階建ての記者棟があり、それは1980年代後半という早い段階でスターリン様式から改築されたものである。
グラウンドは24時間年中無休で開放されており、ピクニックのための設備も貸し出されている。歌の広場への正式な入口はピリタ堤防 (et)、ラスナマエの斜面、そして最高地点からの3つがあり、ピリタ・ビーチ (et) 沿いには無料駐車場が存在する。
ラスナマエからの入口沿いには、1869年からの伝統を誇るエストニア全国歌謡祭の歴史を辿った彫刻群が設置されている。また、グラウンドには音楽が流れる「歌う椅子」（ウノ・キャール、ヴェッロ・リッレメツら制作）や、高さ2.25メートル、重さ2.5トンのグスタフ・エルネサクス像（et, 2004年、エッケ・ヴァリ (et)、ヴェッロ・リッレメツ制作）も設置されている。加えて、ルーカス・キュフネ設計、ロサリオ・ヌイン建築による2011年のオブジェクト「クロマティコ」も設けられており、内部の12の部屋に入ることで、来場者はF（88ヘルツ）からE（164ヘルツ）までの音階を体感することができる。

## 歴史

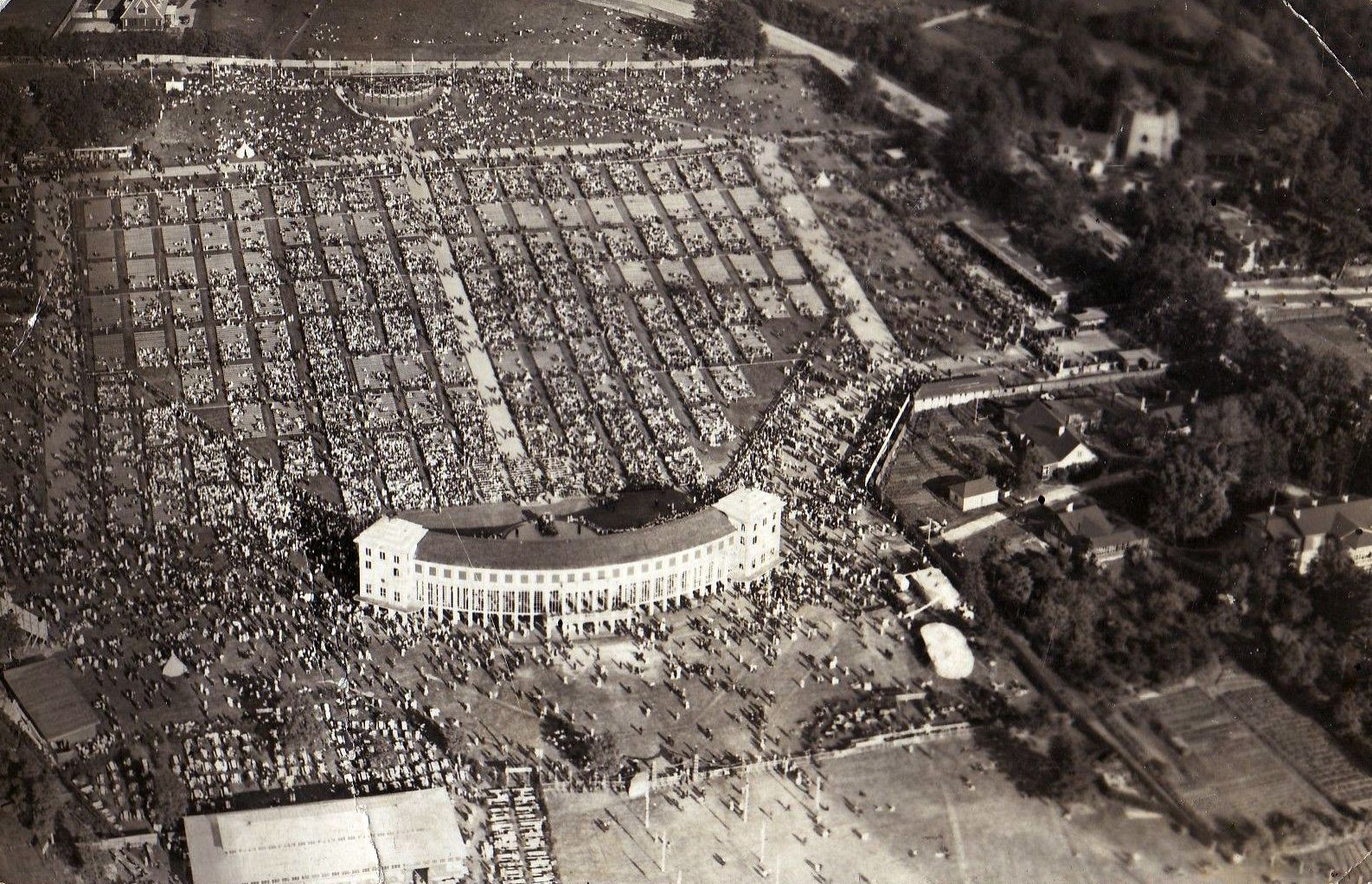
ブルマン時代の歌謡祭会場

1923年、エストニア第一共和国が旧ロシア帝国領から独立すると、エストニア全国歌謡祭はタリン近郊のカドリオルクの芝生地で開催されるようになった。この需要に応えるため、同年にカルル・ブルマンの設計による常設ステージの建設が、カドリオルクで開始された。新古典主義に基づく木造のステージが現在の大観覧席の上部に建設され、それは1万2000人の出演者を登壇させることができた。
しかし、ほどなくステージは収容人数の要求を満たせないことが判明し、1928年には拡張計画が持ち上がった。同じくブルマンの設計により、同様のデザインによるステージの拡張が1933年と1947年に行われた。しかしなおも抜本的な拡張が求められたため、アラル・コトリ、ヘンノ・セプマン (ru) とウノ・トルプス (et) の設計と、エンデル・パールマンのデザイン、ヘルムート・オルヴェー (et) の音響による鉄筋コンクリート造モダニズム建築が、1957年から1960年にかけて、現在の場所に建てられた。
その後、歌の広場はソビエト連邦からのエストニアの独立回復を牽引した「歌う革命」の舞台となり、1988年9月に開催されたコンサート「エストニアの歌」(et) は、国内人口の4人に1人、エストニア民族の3人に1人を動員する規模にまで膨れ上がった。独立回復後の1997年には国の文化財 (et) として登録され、その後も歌謡祭会場として使用され続けたが、一方で1960年のまま換気設備もない状態が続くなど、老朽化が問題となっていた。
2003年には改装計画が持ち上がり、2006年秋からタリン市と国の補助を得て全面的な近代化・多機能化が実施された。そして2008年11月には、新たな歌の広場が新装オープンしている。